# Cartone

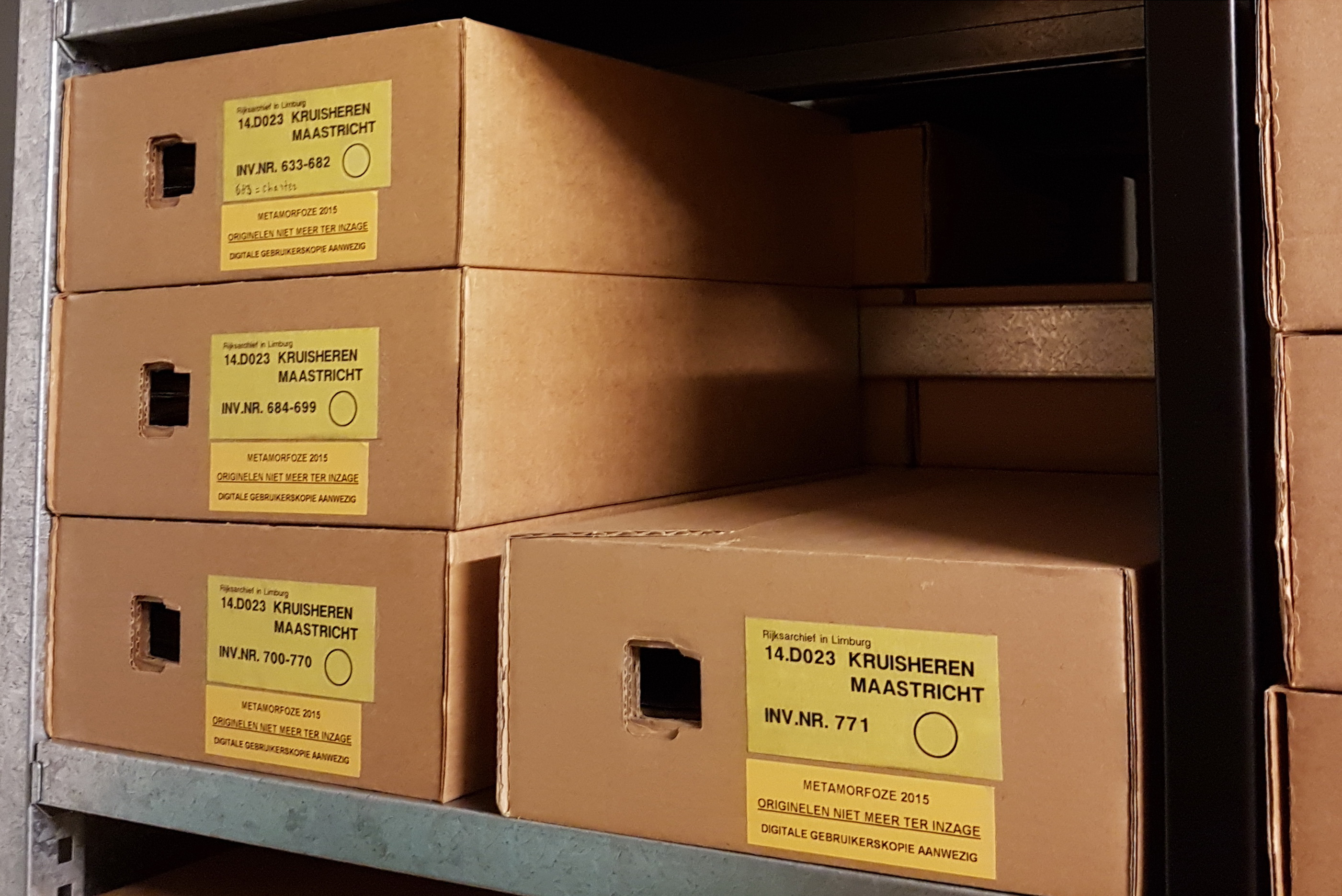
Scatole in cartone ondulato usate per la conservazione degli archivi

Il cartone è un materiale cartaceo particolarmente spesso e pesante, talvolta costituito da uno strato ondulato centrale e due fogli piani laterali.
Le sue origini risalgono alla Cina del XV secolo, mentre nel 1817 in Inghilterra furono vendute le prime scatole di cartone commerciali.
Il confine tra carta e cartone è convenzionalmente posto a 224 g/m² con uno spessore di almeno 175 µm; le proprietà meccaniche e ottiche del cartone sono specificate dallo standard ISO 5651:1989.

## Caratteristiche tecniche

### Tipi di cartone[5][6]
- Cartone piano o cartoncino.
- Cartone a onda semplice, costituito da due fogli esterni e uno ondulato interno.
- Cartone a onda doppia, costituito da tre fogli, di cui due esterni e uno centrale; tra i due fogli sono presenti i due ondulati separati dal foglio centrale.

### Tipi di carta[7][8]

#### Carta per fogli piani esterni
I fogli esterni possono essere costituiti da carte di diversi tipi:
- Kraftliner (simbolo K)
- Liner (simbolo L)
- Test (simbolo T)
- Camoscio (simbolo C)

#### Carta per foglio ondulato interno
- Semichimica (simbolo S)
- Medium (simbolo M)
- Fluting (simbolo F)

#### Tipi di onda
- Onda alta (simbolo A)
- Onda media (simbolo C)
- Onda bassa (simbolo B)
- Microonda (simbolo E)

### Indici di resistenza
La resistenza viene valutata attraverso una scala da 1 a 5, e vanno indicati una quantità di valori quanti sono gli strati del cartone (per un cartone a onda semplice sono 2 fogli e 1 ondulato quindi 3).

## Statistiche sull'uso
Nel 2020, gli Stati Uniti hanno raggiunto un livello record nell'uso annuale di uno dei materiali fabbricati più onnipresenti sulla terra, il cartone. Con circa l'80% di tutti i prodotti venduti negli Stati Uniti imballati in cartone, quell'anno sono stati usati oltre 120 miliardi di pezzi. Nello stesso anno, oltre 13.000 pezzi separati di imballaggi di cartone di consumo sono stati gettati via dalle famiglie americane, insieme a tutti i prodotti di carta e questo costituisce quasi il 42% di tutti i rifiuti solidi generati dagli Stati Uniti ogni anno.
Tuttavia, nonostante l'enorme quantità di rifiuti di carta, la stragrande maggioranza di essi è composta da uno dei materiali da imballaggio di maggior successo e sostenibili dei tempi moderni: il cartone ondulato. Il seguente grafico mostra il riciclo dei materiali cartacei:
Quantità in tonnellateAnno0500010.00015.00020.00025.00030.00035.00019601980200020102017Quantità in tonnellateRiciclo dei materiali cartacei
| Percorso gestionale                 | 1960   | 1970   | 1980   | 1990   | 2000   | 2005   | 2010   | 2015   | 2017   | 2018   |
| ----------------------------------- | ------ | ------ | ------ | ------ | ------ | ------ | ------ | ------ | ------ | ------ |
| Generazione                         | 14.110 | 21.400 | 26.350 | 32.680 | 39.940 | 39.640 | 37.680 | 39.920 | 41.060 | 41.900 |
| Riciclato                           | 2.740  | 3110   | 7.210  | 12.070 | 21.040 | 23.610 | 26.850 | 31.200 | 30.080 | 33.890 |
| Composto                            | -      | -      | -      | -      |        | -      | -      | -      | -      | -      |
| Combustione con Recupero Energetico | -      | 70     | 380    | 3.500  | 3.670  | 2.920  | 1.920  | 1.710  | 2.160  | 1.570  |
| In discarica                        | 11.370 | 18.220 | 18.760 | 17.110 | 15.230 | 13.110 | 8.910  | 7.010  | 8.820  | 6.440  |

## Riciclaggio
La maggior parte dei tipi di cartone sono riciclabili. I pannelli laminati, rivestiti con cera o trattati per resistere all'umidità sono spesso più difficili da riciclare. Il cartone pulito (cioè il cartone che non ha subito rivestimenti chimici) "di solito vale la pena recuperarlo, anche se spesso la differenza tra il valore che realizza e il costo del recupero è marginale". Il cartone può essere riciclato per uso industriale o domestico. Ad esempio esso può essere compostato o sminuzzato per la lettiera degli animali.

## Galleria d'immagini

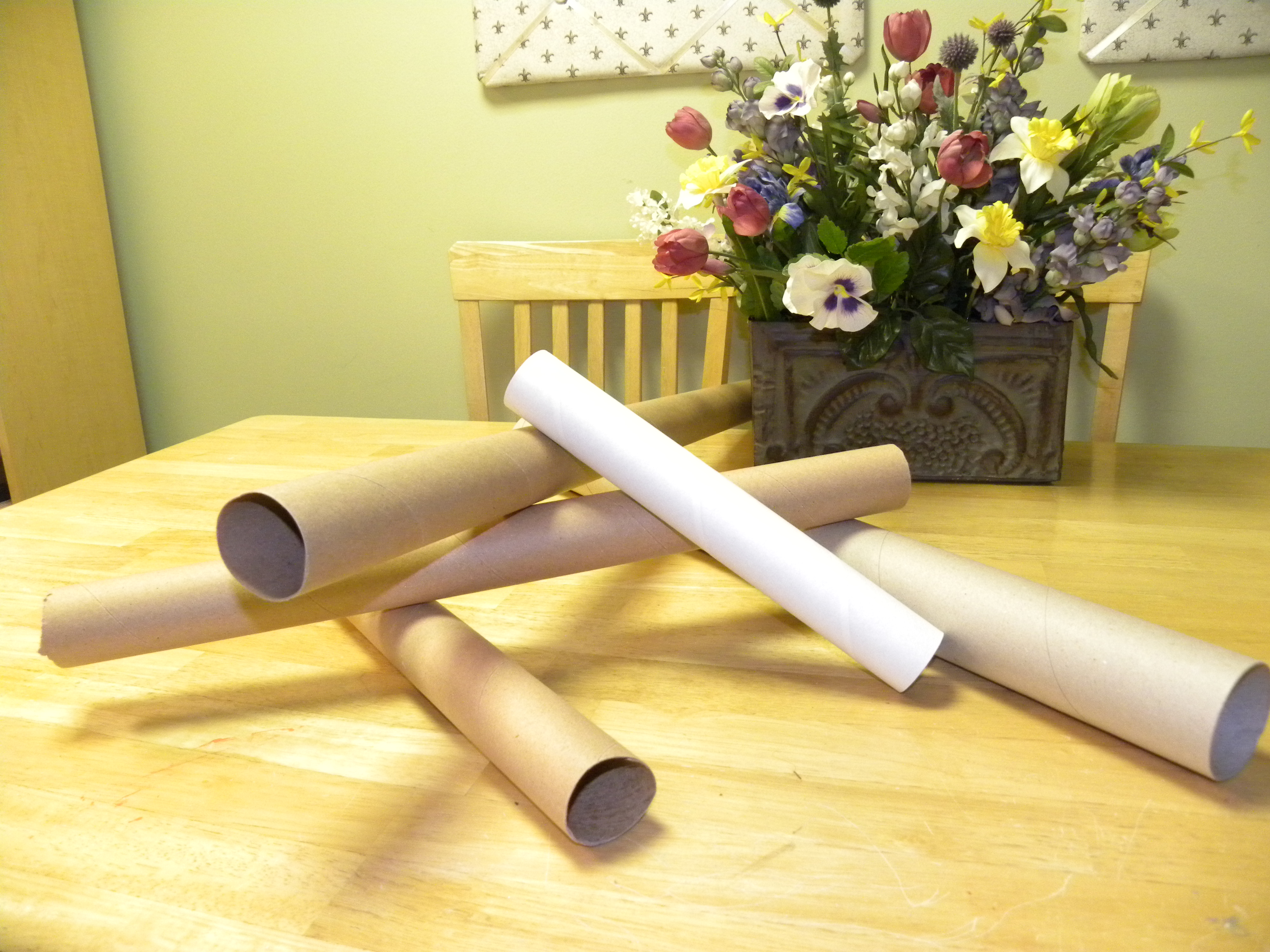
Tubi in cartone, che richiedono elevata rigidità, ma bassa stampabilità
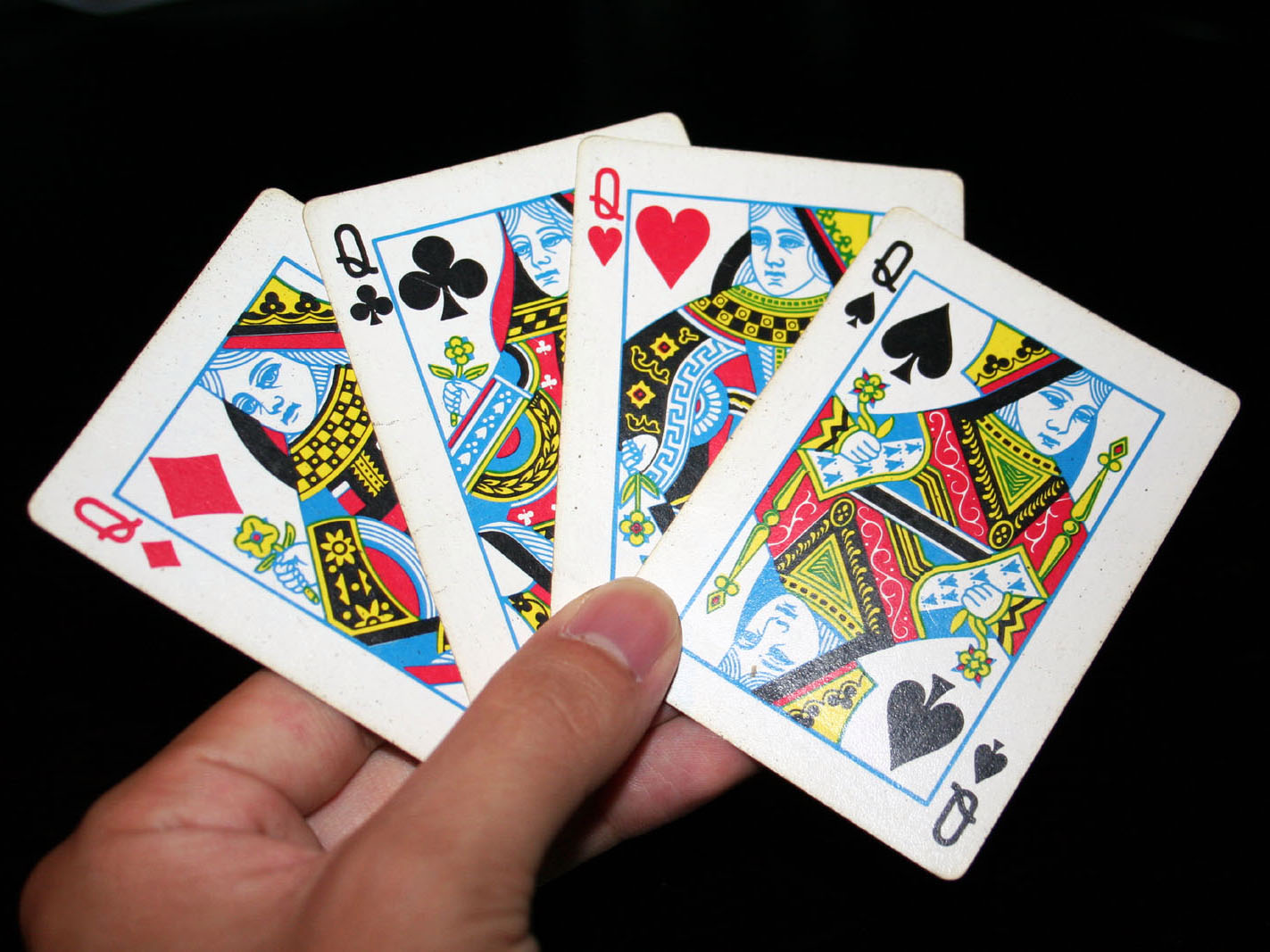
Carte da gioco, che richiedono un foglio singolo molto rigido con elevata durabilità superficiale e stampabilità.
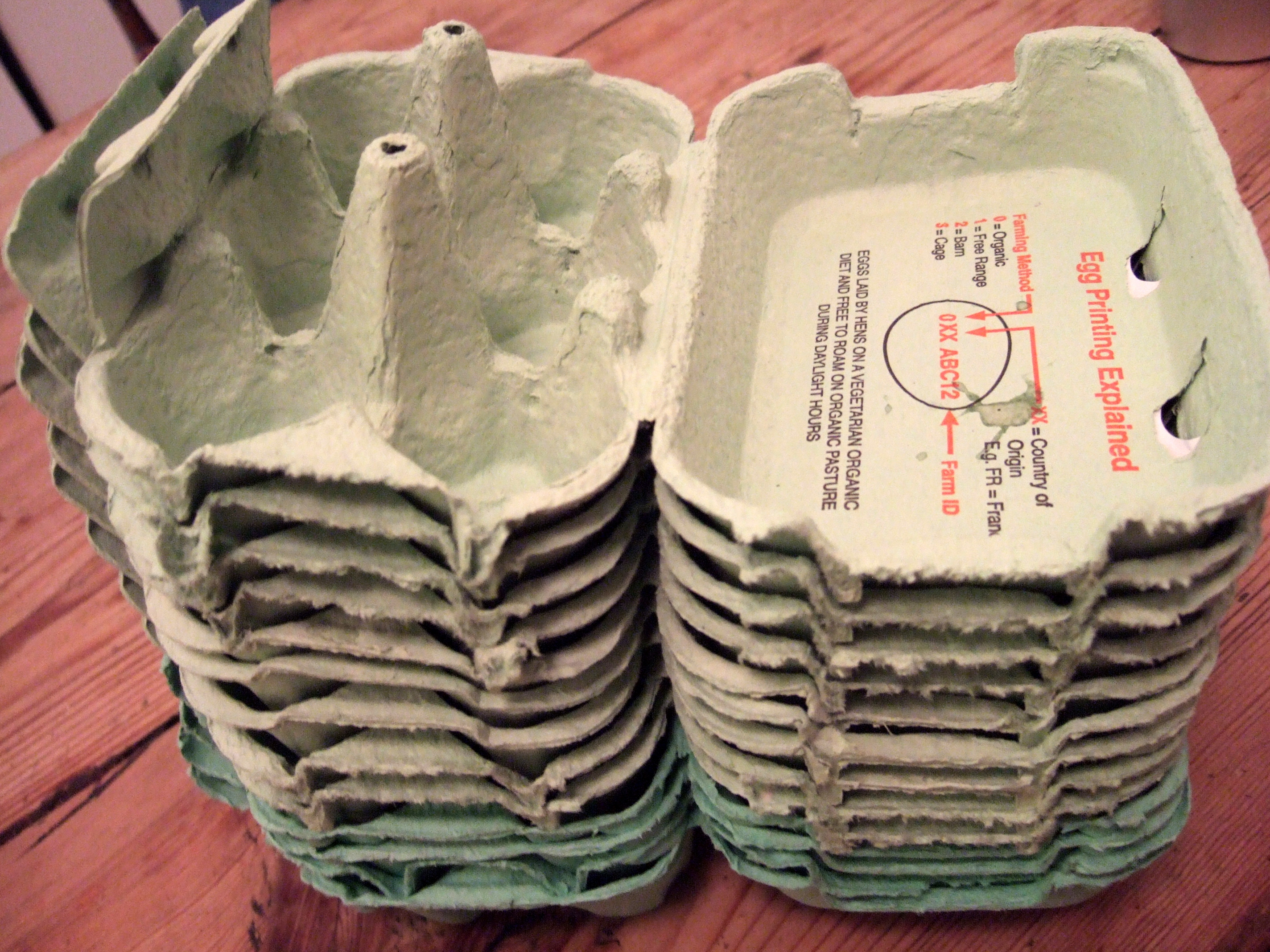
Cartoni di uova
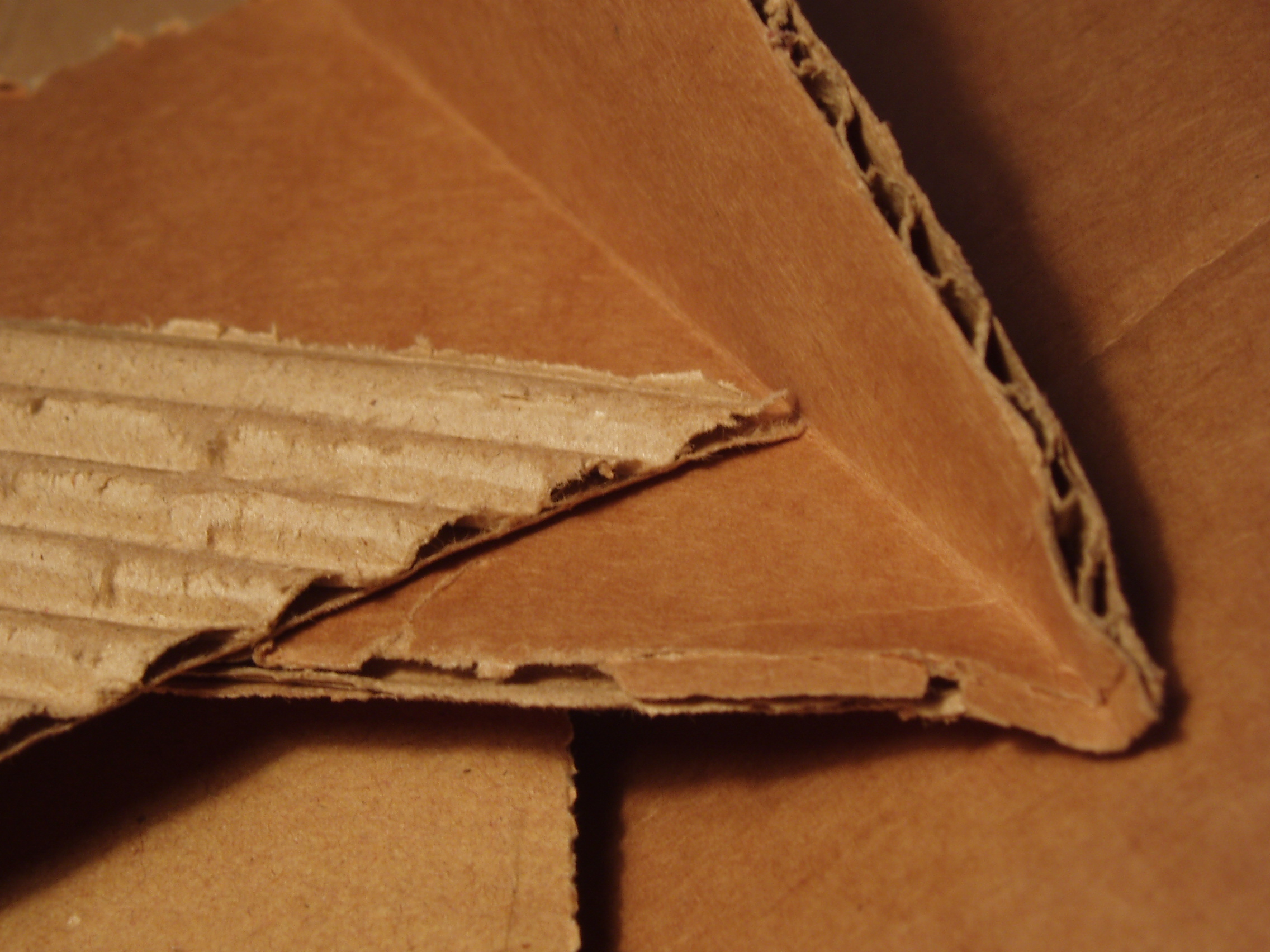
Fibra di cartone ondulato
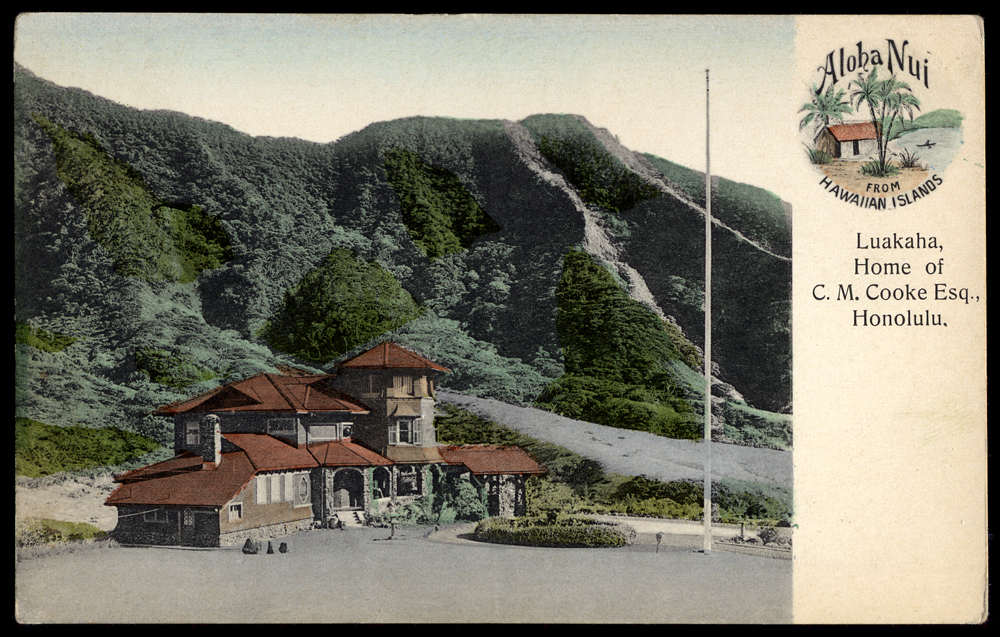
Una cartolina del 1908 stampata su cartone
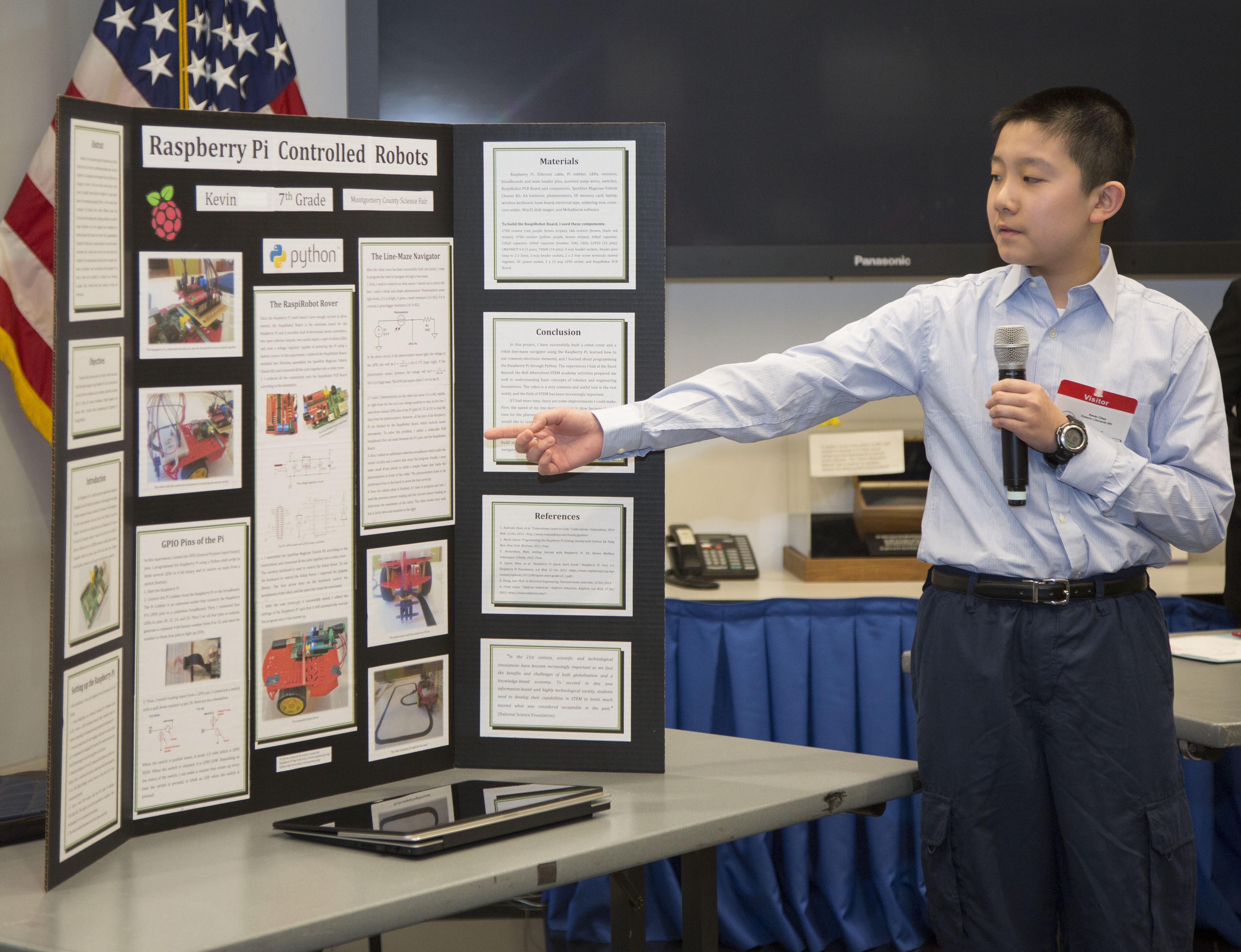
Manifesti e tabelloni di cartone alla fiera della scienza
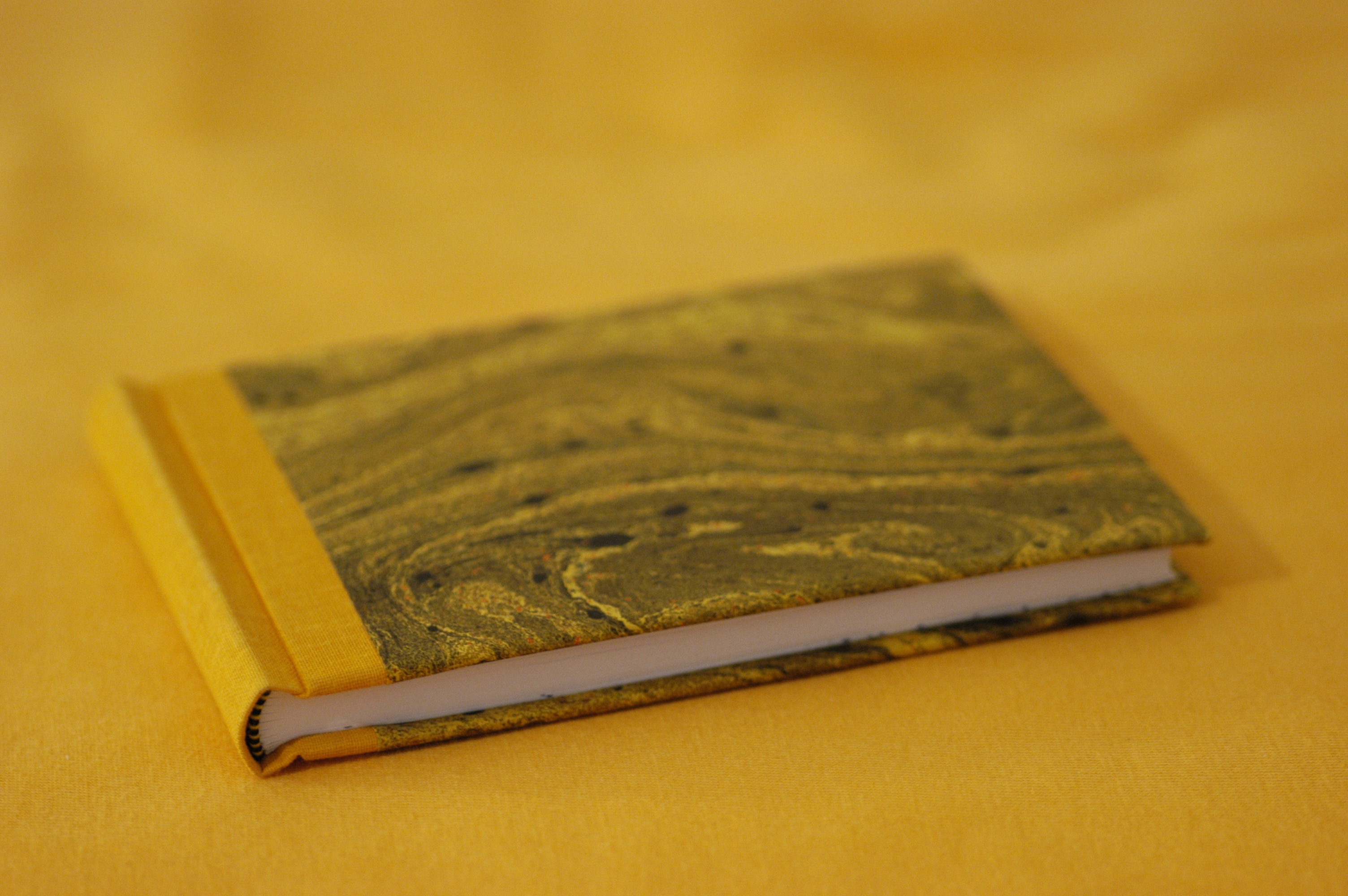
Libro con copertina rigida di cartone
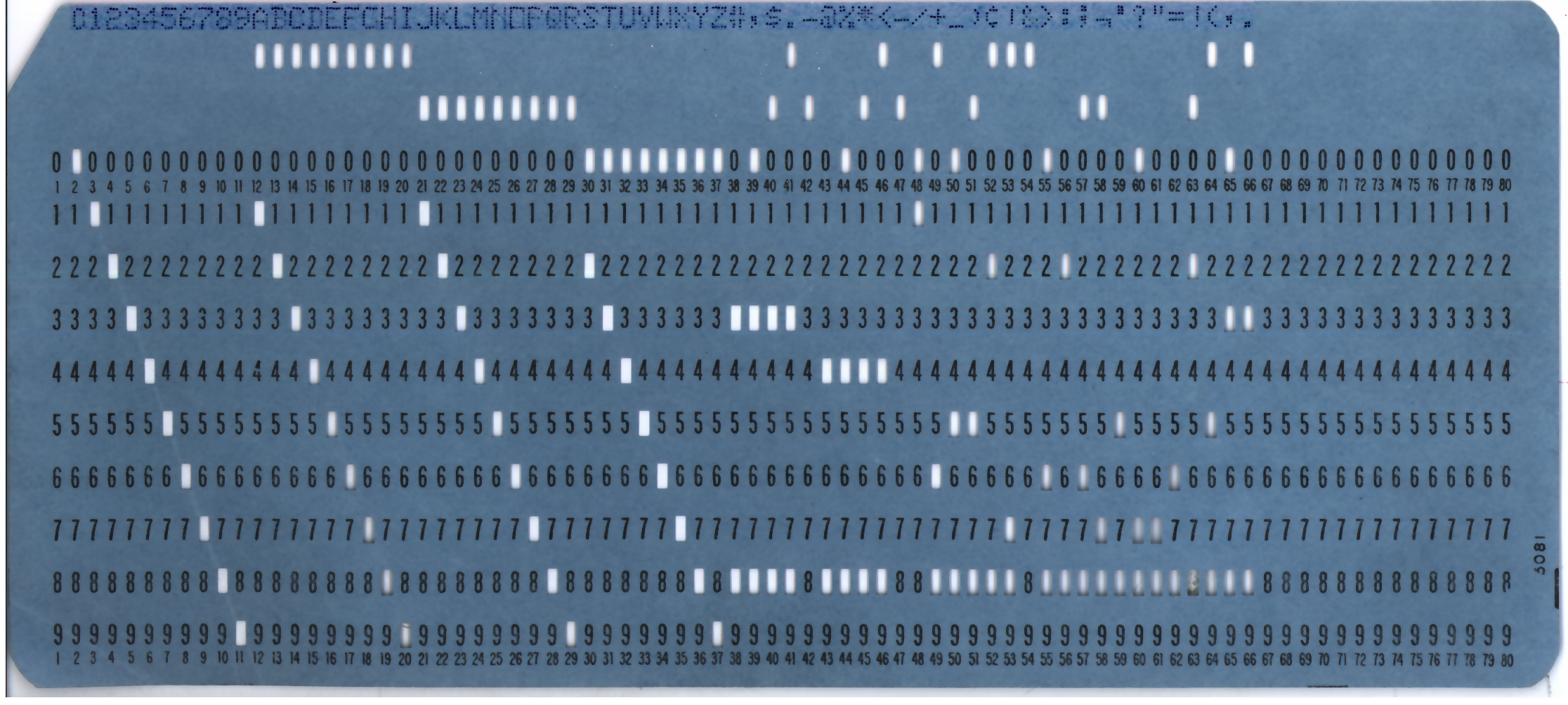
Scheda perforata di cartone, prima archiviazione digitale
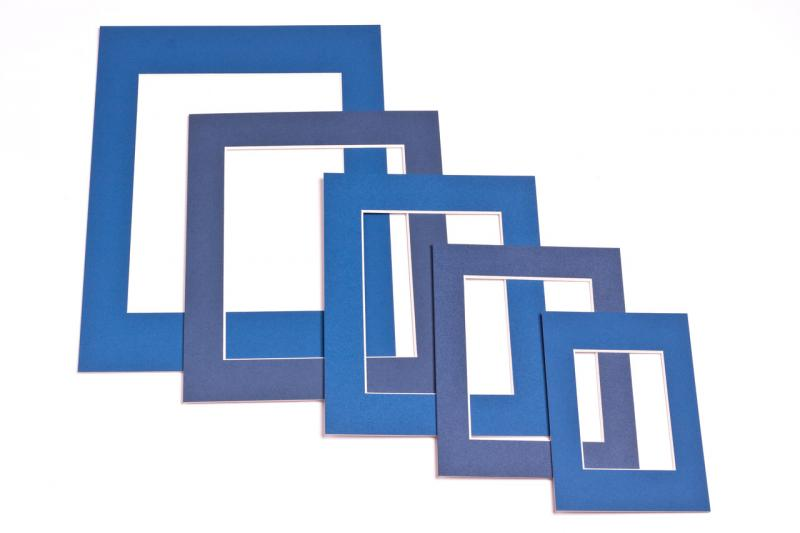
Passepartout di cartone usato per incorniciare l'immagine
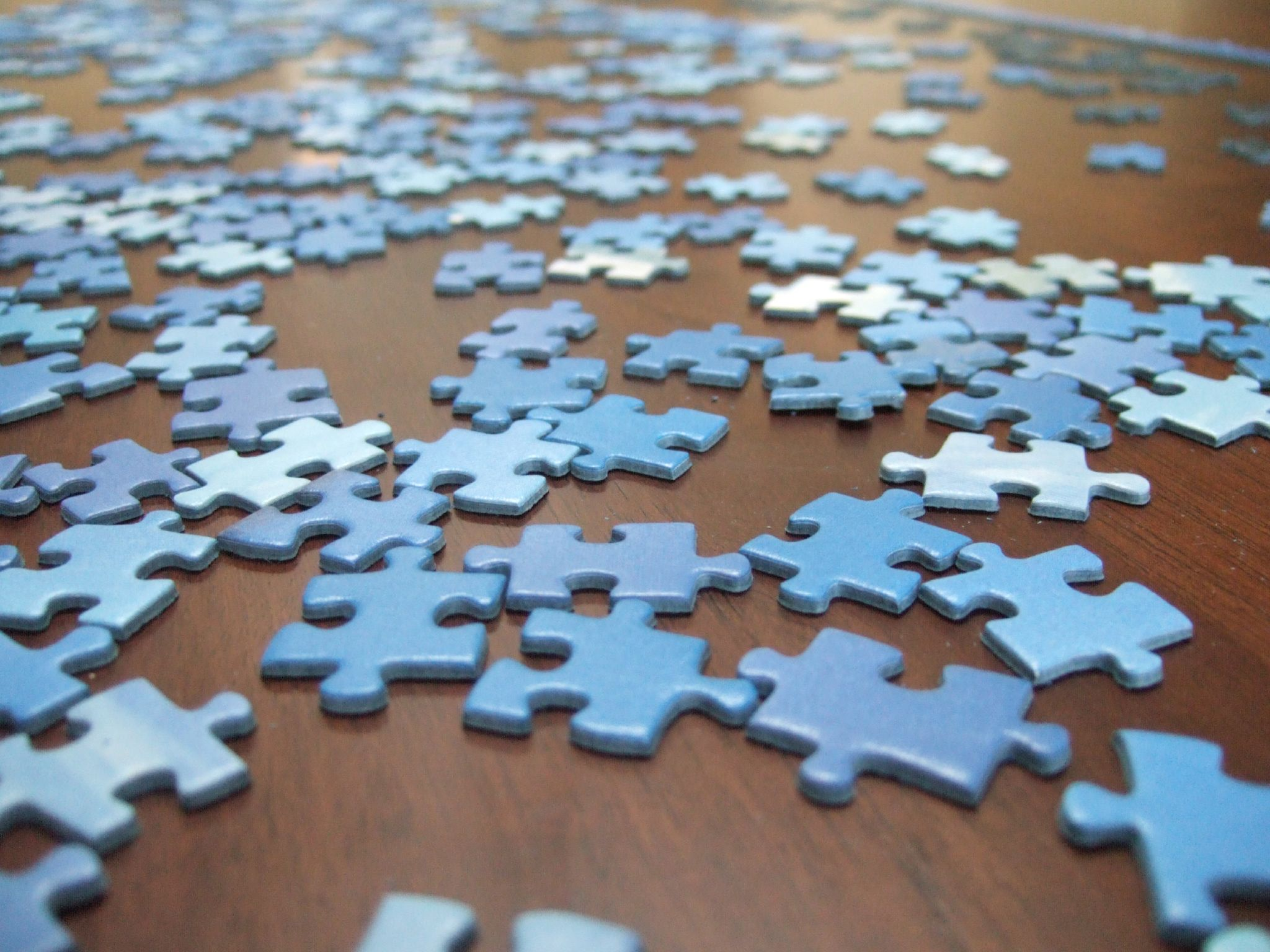
Puzzle in cartoncino
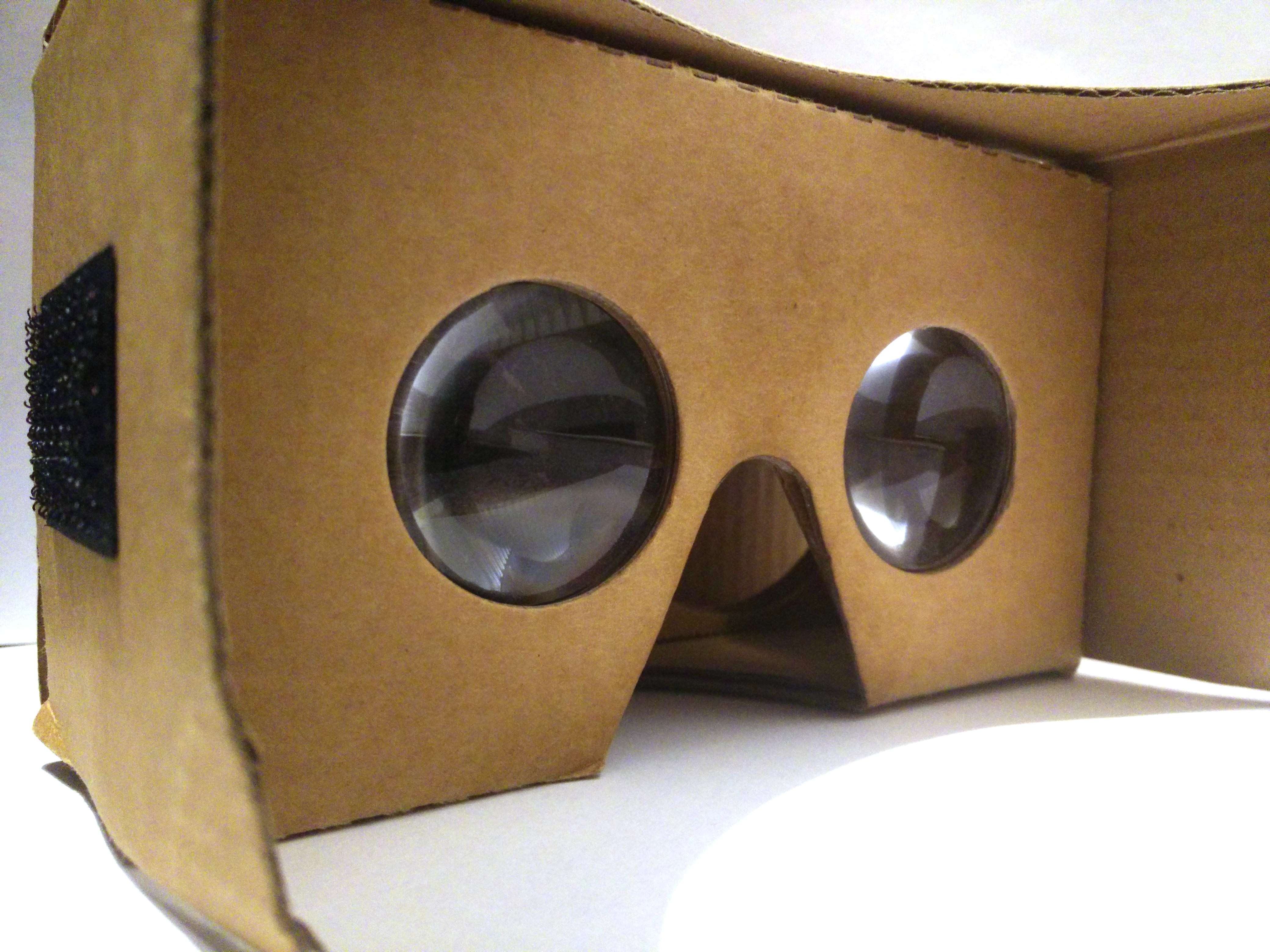
Un'immagine laterale di Google Cardboard